# Jiangsu Lu
Jiangsu Lu (chiń. 江苏路站) – stacja metra w Szanghaju, na linii 2 i 11. Zlokalizowana jest pomiędzy stacjami Zhongshan Gongyuan, Jing’an Si oraz Longde Lu. Została otwarta 28 października 1999.